# مارتن بروكوب
مارتن بروكوب (بالتشيكية: Martin Prokop)‏ مواليد 4 أكتوبر 1982، هو سائق راليات تشيكي بدأ مسيرته في سنة 2005. كان أول رالي له هو رالي مونت كارلو 2005. شارك في بطولة العالم للراليات.

## روابط خارجية
- مارتن بروكوب على موقع Rallye-info.com (الإنجليزية)
- مارتن بروكوب على موقع eWRC-results.com (الإنجليزية)